# Max Wildiers

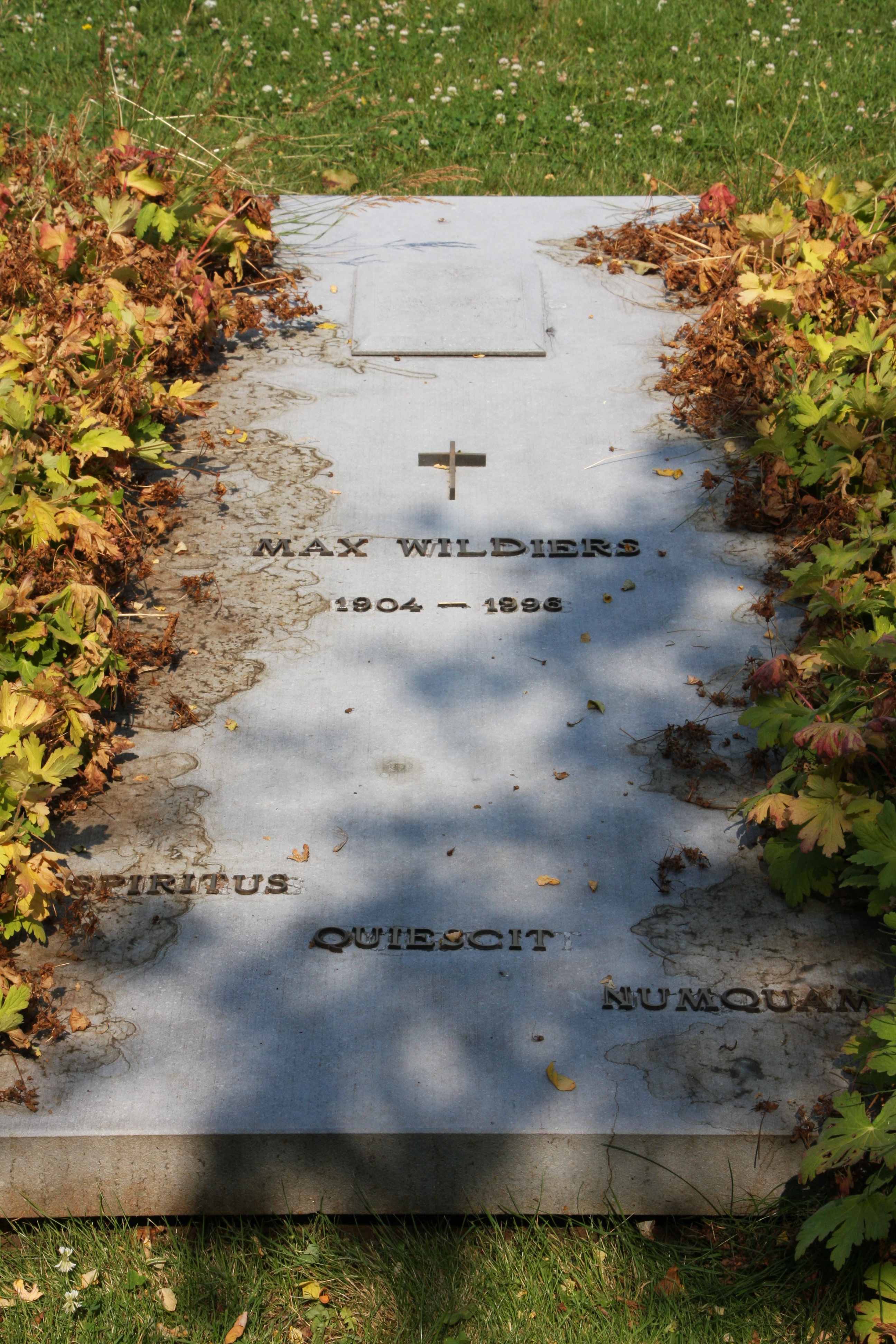
Laatste rustplaats van Max Wildiers op de Gemeentelijke Begraafplaats Edegem met opschrift "Spiritus Quiescit Numquam"

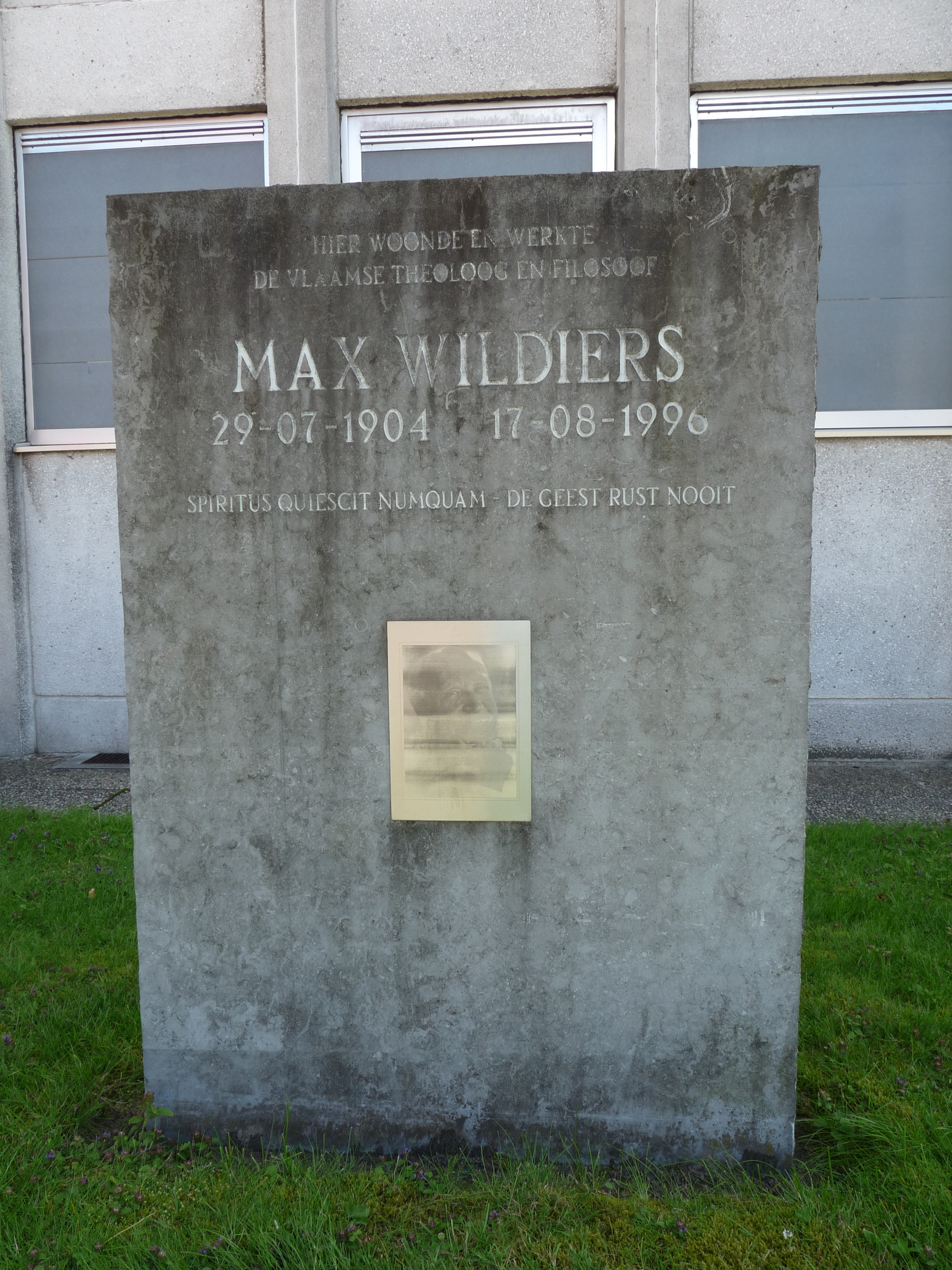
De gedenkplaat die in 2004 in Sint-Job-in-'t-Goor werd aangebracht met Wildiers lijfspreuk.

Max Wildiers OFM cap. (Antwerpen, 29 juli 1904 - Ekeren, 17 augustus 1996) was een Vlaams kapucijn, filosoof en theoloog. Hij was een van de grootste Vlaamse filosofen van de 20e eeuw. Hij is onder andere bekend door het WTK-complex, waarin hij de correlatie duidelijk maakt tussen wetenschap, techniek en kapitalisme.

## Biografie
Norbertus Maximiliaan Wildiers werd in 1904 geboren in een vooraanstaand katholiek advocatengezin uit Antwerpen. De affiniteit met de Vlaamse Beweging die hij meekreeg van zijn vader, zou hij heel zijn leven meedragen door op te komen voor de Vlamingen, maar ook voor andere volkeren. Verder richtte hij mee het IJzerbedevaardersforum op.
In 1923 trad hij in bij de kapucijnenorde. Hij studeerde vier jaar aan de Gregoriaanse universiteit te Rome, waarna hij in 1932 een doctoraat in de theologie behaalde op een studie over het theologisch werk van Albert Schweitzer. Na zijn studies aan de Gregoriana werd hij teleurgesteld in de scholastiek, die volgens hem te weinig correspondeerde met de werkelijkheid. Daarna werd hij professor theologie in het kapucijnenseminarie van Izegem.
Door zijn interesse in de moderne theologie werd zijn leeropdracht opgeschort en kreeg hij in 1940 de toelating om in Leuven biologie te studeren. Zijn interesse in de natuur kreeg hij mee van zijn vader en zijn biologieleraar uit het college van Neerpelt en kon op die manier terug naar boven komen. De biologie bracht hem in contact met een evolutionair wereldbeeld. Wildiers kwam tot het inzicht dat behalve de biologie ook de cultuur onderhevig is aan evolutie. Max Wildiers begon hier en daar voordrachten over evolutie en wereldbeeld te geven. Dit leidde tot twee aanklachten in Rome.
In 1950 werd hij door zijn oversten overgeplaatst als aalmoezenier naar Sint-Job-in-'t-Goor omdat hij te hard opkwam voor amnestie voor de veroordeelde collaborateurs. Dit gaf hem de tijd om zich te verdiepen in het werk van de Franse jezuïet, theoloog en geoloog Teilhard de Chardin. Teilhard zocht naar een manier om het evolutionisme en katholicisme met elkaar te verzoenen en werd in 1950 door de Rome veroordeeld. Wildiers werd een fervente aanhanger van zijn werk en na de dood van Teilhard in 1955 leidde hij de uitgave van het volledige werk van de jezuïet in 13 delen. Dit was niet naar de zin van Rome, want die had de publicatie van het werk in de jaren dertig nog verboden. Toch heeft Rome Wildiers hiervoor nooit op het matje geroepen. Na de uitgave in het Frans, hielp hij ook bij de uitgave in het Nederlands als redacteur van de 'Bibliotheek Teilhard de Chardin'.
Vanaf het eerste nummer van De Standaard der Letteren op 12 april 1952 was hij gedurende de eerste jaren ook de bezieler van deze cultuurbijlage bij De Standaard.
Verder was hij samen met Jan Van der Veken een van de belangrijkste verspreiders van de filosofie van Alfred North Whitehead in België en Nederland.
Max Wildiers gaf les aan onder meer de KU Leuven en aan de University of San Francisco, Californië. In 1985 werd hij doctor honoris causa aan de Universiteit Antwerpen en in 1992 aan de KU Leuven. Zijn werk viel meermaals in de prijzen: de Prof. J. Persijnprijs (1952)voor zijn 'Evolutionisme en wereldbeschouwing', de Driejaarlijkse Staatsprijs voor Essay en Kritiek voor zijn 'Wereldbeeld & Theologie', de Prijs van de Provincie Antwerpen voor het hele oeuvre (1983), de André Demedtsprijs (1982), de Johan Fleerackersprijs van de Vlaamse Gemeenschap (1991) en de Joost van den Vondelprijs (1992).

## Nagedachtenis
Te zijner ere richtten Paul Doevenspeck, Karl Van Camp e.a. in 1997 de serviceclub Marnixring Max Wildiers op.
Ter hoogte van de kerk van Sint-Job-in-'t-Goor, het Antwerpse dorp waar hij gedurende zijn leven gewoond heeft, werd in 2004 een gedenkplaat voor hem onthuld met het opschrift 'De geest rust nooit'. Het archief van Wildiers bevindt zich in het KADOC te Leuven.
Hij ligt begraven op het kerkhof van Edegem.

## Boeken
- Christendom en lichaamskultuur, Leuven: De pijl, 1942, 63 blz.
- Evolutionisme en wereldbeschouwing, Antwerpen: Standaard Boekhandel, 1952, 128 blz.
- Terreinverkenningen: opstellen over het geestesleven van onze tijd, Leuven: Davidsfonds, 1955, 238 blz.
- De zin van de techniek, Antwerpen: Standaard, 1958, 70 blz.
- Het wereldbeeld van Pierre Teilhard de Chardin, Antwerpen: Standaard Boekhandel, 1960, 91 blz.
- De Kerk in de wereld van morgen, Antwerpen: Standaard, 1966, 132 blz. (Vertaald in het Frans, Duits(1968), Italiaans, Spaans, Portugees)
- Teilhard de Chardin. Een inleiding in zijn denken, Antwerpen: Standaard Uitgeverij, 1967.(vertalingen in het Frans, Engels (1971), Duits, Italiaans, Spaans, Portugees, Pools,Tsjechisch, Japans)
- Wereldbeeld en teologie: van de middeleeuwen tot vandaag, Standaard wetenschappelijke uitgeverij, 1973 (1st ed.), 1977 (2de ed.), 418 blz. (vertaald in het Engels (1982) en het Duits (1974))
- De macht der metaforen: een cultuur-historische beschouwing, Mechelen: De Orde van den Prince, 1983, 43 blz.
- De muziek der sferen; vier opstellen over wereldbeeld en cultuur, Antwerpen: Uitgeverij de Nederlandsche Boekhandel, 1983, 121 blz.
- De eeuw der onwetendheid, Antwerpen: Nederlandsche boekhandel, 1985, 171 blz.
- Theologie op nieuwe wegen, Uitgeverij de Nederlandsche Boekhandel, Antwerpen, 1985, 121 blz.
- Afscheid van Los Alamos: notities uit het nucleaire tijdvak, DNB/Pelckmans, 1987, 95 blz.
- Het verborgen leven van de cultuur, Leuven: Davidsfonds, 1988, 60 blz.
- Kosmologie in de westerse cultuur. Historisch-kritisch essay, Uitgeverij Pelckmans, Kapellen, 1988, 344 blz. (herwerkte editie van Wereldbeeld en teologie, vertalingen in het Engels, Duits, Pools, Frans)
- Denkend aan Walschap, DNB/Pelckmans, 1990, 61 blz.
- De vijf vreugden van de geest, Kapellen: Uitgeverij Pelckmans, 1995, 181 blz.
- Zo vrij is de mens: Max Wildiers: kerngedachten uit zijn werk, keuze van de teksten door Gerard Bodifée, uitgeverij Pelckmans, 1996, 125 blz.

met Eugène Ionesco: De vrijheid van de verbeelding: een ontmoeting van Max Wildiers met Eugène Ionesco, DNB/Pelckmans, 1994, 47 blz.